# Hayingen
Hayingen è una città tedesca di 2 222 abitanti, situata nel land del Baden-Württemberg.